# Storey Racing
O Storey Racing (Código UCI: STR) é uma equipa ciclista feminino do Reino Unido de categoria amador.

## Material ciclista
A equipa utiliza bicicletas Boardman e equipamento desportivo Adidas.

## Classificações UCI
As classificações da equipa e do seu ciclista mais destacado são as seguintes:
| Temporada | Classificação por equipas | Melhor corredor | Posição |
| 2018      |                           |                 |         |

## Palmarés
Para anos anteriores veja-se: Palmarés do Storey Racing.

### Palmarés 2018

#### UCI WorldTour de 2018
| Datas | Corridas | Vencedora |
|       |          |           |

#### Calendário UCI Feminino de 2018
| Datas | Corridas | Vencedora |
|       |          |           |

#### Campeonatos nacionais
| Datas | Corridas | Vencedora |
|       |          |           |

## Modelos
Para anos anteriores, veja-se Elencos da Storey Racing

### Elenco de 2018
| Integrantes da equipe 2018 | Integrantes da equipe 2018 | Integrantes da equipe 2018           | Integrantes da equipe 2018 |
| Ciclista                   | Data de nascimento         | Equipe anterior                      |                            |
| -------------------------- | -------------------------- | ------------------------------------ | -------------------------- |
| Bethany Crumpton           | 10 junho 1994              |                                      |                            |
| Monica Dew                 | 14 janeiro 1998            |                                      |                            |
| Hannah Dines               | 14 abril 1993              |                                      |                            |
| Rebecca Durrell            | 25 agosto 1988             | Drops (2017)                         |                            |
| Neah Evans                 | 1 agosto 1990              | Podium Ambition-Club La Santa (2016) |                            |
| Elizabeth-Jane Harris      | 7 janeiro 1988             | Podium Ambition-Club La Santa (2016) |                            |
| Ffion James                | 21 dezembro 1997           |                                      |                            |
| Anna Kay                   | 6 maio 1999                |                                      |                            |
| Joscelin Lowden            | 3 outubro 1987             |                                      |                            |
| Chanel Mason               | 1 maio 1981                |                                      |                            |
| Emily Nelson               | 10 novembro 1996           | Breeze (2017)                        |                            |
| Sarah Storey               | 26 outubro 1977            | Podium Ambition-Club La Santa (2016) |                            |
|                            |                            |                                      |                            |
| Fonte: UCI                 |                            |                                      |                            |